# Francesco Gargano
Francesco Gargano (Grammichele, Catània, 6 de maig de 1889 - Goteborg, Suècia, 29 d'octubre de 1985) va ser un tirador d'esgrima italià que va competir en els anys posteriors a la Primera Guerra Mundial.
El 1920 va prendre part en els Jocs Olímpics d'Anvers, on disputà dues proves del programa d'esgrima. En la competició de sabre per equips guanyà la medalla d'or, mentre en la de sabre individual fou onzè.